# Schistometopum gregorii
Espèce
Synonymes
- Dermophis gregorii Boulenger, 1895 "1894"
- Bdellophis unicolor Boettger, 1913

Statut de conservation UICN

 LC  : Préoccupation mineure
Schistometopum gregorii est une espèce de gymnophiones de la famille des Dermophiidae.

## Répartition
Cette espèce se rencontre :
- au Kenya dans le bassin inférieur du fleuve Tana ;
- en Tanzanie dans les régions côtières de Bagamoyo au fleuve Rufiji.

## Étymologie
Cette espèce est nommée en l'honneur de John Walter Gregory (1864-1932).

## Publication originale
- Boulenger, 1895 "1894" : Third report on additions to the batrachian collection in the Natural History Museum. Proceedings of the Zoological Society of London, vol. 1894, p. 640–646 (texte intégral).